# Paraxerus
Paraxerus en un género de roedores esciuromorfos de la familia Sciuridae. Se encuentran en África al sur del Sáhara.

## Especies
Se han descrito las siguientes especies:
- Paraxerus alexandri
- Paraxerus boehmi
- Paraxerus cepapi
- Paraxerus cooperi
- Paraxerus flavovittis
- Paraxerus lucifer
- Paraxerus ochraceus
- Paraxerus palliatus
- Paraxerus poensis
- Paraxerus vexillarius
- Paraxerus vincenti